# أبو عبد الله الصبيحي
أبو عبد الله الصبيحي، أو الصنجي، واسمه الحُسَين بن عبد الله بن أبي بكر، وقيل أن اسمه الحسن بن عبد الله بن بكر وكنيته أبو علي، أحد علماء أهل السنة والجماعة ومن أعلام التصوف السني في القرن الرابع الهجري، قال عنه أبو عبد الرحمن السلمي[ ؟ ] بأنه: «كَانَ عَالماً بعلوم القَوم (الصوفية) وبالأصول، صنّف كتباً للقَوم، وَكَانَ صَاحب لِسَان وورع»، وقال عنه ابن الملقن: «كان عالماً بعلوم القرآن». كَانَ من أهل البصرة في العراق، وَقيل إِنَّه لم يخرج من سرب فِي دَاره 30 سنة يجتَهد فِيهِ ويتعبّد. ثمّ أخرجه أهل البصرة منهَا، فَخرج إِلَى السوس (مدينة في محافظة خوزستان، إيران حالياً) فَمَاتَ بهَا وَبهَا قَبره.

## من أقواله
- سُئِلَ عَن أصول الدّين فَقَالَ: إِثْبَات صدق الافتقار إِلَى الله تَعَالَى وَحسن الِاقْتِدَاء برَسُول الله صلى الله عَلَيْهِ وَسلم، وفروعه أَرْبَعَة أَشْيَاء: الْوَفَاء بالعهود وَحفظ الْحُدُود وَالرِّضَا بالموجود وَالصَّبْر على الْمَفْقُود.[2]
- الربوبية سبقت الْعُبُودِيَّة وبالربوبية ظَهرت الْعُبُودِيَّة وَتَمام وَفَاء الْعُبُودِيَّة مُشَاهدَة الربوبية.[1]
- النَّظَر فِي عواقب الْأُمُور من أَحْوَال العاجزين والتقحم على الْمَوَارِد من أَحْوَال الرِّجَال والخمود بالرضاء تَحت موارد الْقَضَاء من أَحْوَال العارفين.[2]